# The Musical Quarterly
The Musical Quarterly est la plus ancienne revue scientifique musicale en Amérique. Fondée en 1915 par Oscar Sonneck, la revue est éditée par Sonneck jusqu'à son décès en 1928. De nombreux éditeurs lui ont succédé, dont Carl Engel (1930–1944), Gustave Reese (1944–1945), Paul Henry Lang (1945–1973), Joan Peyser (1977–1984), et Eric Salzman (1984–1991). 
Depuis 1993, The Musical Quarterly est éditée par Leon Botstein, président du Bard College et chef d'orchestre de l'American Symphony Orchestra. Lors de son lancement, la revue était publiée par G. Schirmer, elle est désormais publiée par Oxford University Press. 

## Lecture complémentaire
- Tony Stankus, Journals of the Century, Routledge, 518 pages (2019)  (ISBN 978-1-000-75792-7)